# Vía de vuelo

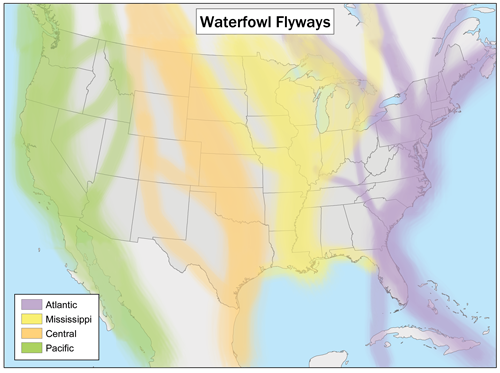
Distribución de vías de vuelo norteamericanas: atlánticas, del Misisipi, central, y pacíficas.

Una vía de vuelo es el término para los cauces de vuelo usados en la migración de aves. Las vías de vuelo, generalmente se abren sobre los continentes y frecuentemente los océanos.